# Parham FC
Parham FC ist ein Fußballverein aus Parham im Inselstaat Antigua und Barbuda. Der Verein trägt seine Heimspiele im Antigua Recreation Ground aus und spielt in der Saison 2017/18 in der Premier League, der höchsten Spielklasse des nationalen Fußballverbands von Antigua und Barbuda. Der sechsmalige Meister von Antigua und Barbuda beendete die Saison auf dem dritten Platz.

## Erfolge
- Premier League[3]

Meister: 1989/90, 2001/02, 2002/03, 2010/11, 2014/15, 2016/17